# Харт, Уильям (художник)
Уильям Харт (англ. William Hart; 1823—1894) — американский художник пейзажист и анималист шотландского происхождения. Также создавал офорты. Брат Джеймса Харта и Джулии Бирс.

## Биография
Родился 31 марта 1823 года шотландском городе Килмарнок (по другим данным в городе Пейсли).
В Америку его родители Джеймс и Мэрион Харт с семью детьми приехали из Шотландии на корабле Camillus в феврале 1930 года. Жили в столице штата Нью-Йорк — городе Олбани. Вместе с братом увлёкся живописью, первоначально учился на художника-декоратора в Олбани, затем в городе Трой), где его первым художественным опытом было декорирование панно с пейзажами. Также работал как портретист.
В середине 1830-х годов Харт переехал в штат Мичиган с целью выгодной продажи своих работ, но потерпел неудачу. В 1848 году свои работы выставлял в Национальной академии дизайна. В 1849 году вернулся в Олбани. В конце этого же года уехал в Европу для изучения пейзажной живописи. До 1852 года работал в Шотландии, после чего вернулся в США. В 1853 году он переехал в Нью-Йорк, где открыл собственную студию в 1858 году. В 1865 году Харт был избран президентом Бруклинской академии дизайна (англ. Brooklyn Academy of Design).
В 1858 году он стал полноправным членом Национальной академии дизайна, регулярно там выставляясь до середины 1870-х годов. Также участвовал в выставке Бруклинской ассоциации искусств (англ. Brooklyn Art Association ) и на других выставках страны. Харт был членом Американского акварельного общества и его президентом с 1870 по 1873 годы.
Умер 17 июня 1894 года в городе Маунт-Вернон, штат Нью-Йорк, и похоронен на городском кладбище Грин-Вуд. В музее Albany Institute of History & Art хранится более 400 эскизов, акварелей и книг, которые принадлежали Уильяму Харту.
Был женат на Janet Wallace Hart (ум. 1894). У них родилась дочь Jessie Hart White, сын которой — Элвин Уайт стал известным американским писателем.

## Труды
Работы художника находятся в частных коллекциях, а также музеях США, в числе которых Метрополитен-музей, Бостонский музей изящных искусств, Смитсоновский музей американского искусства, High Museum of Art в Атланте.

Некоторые работы
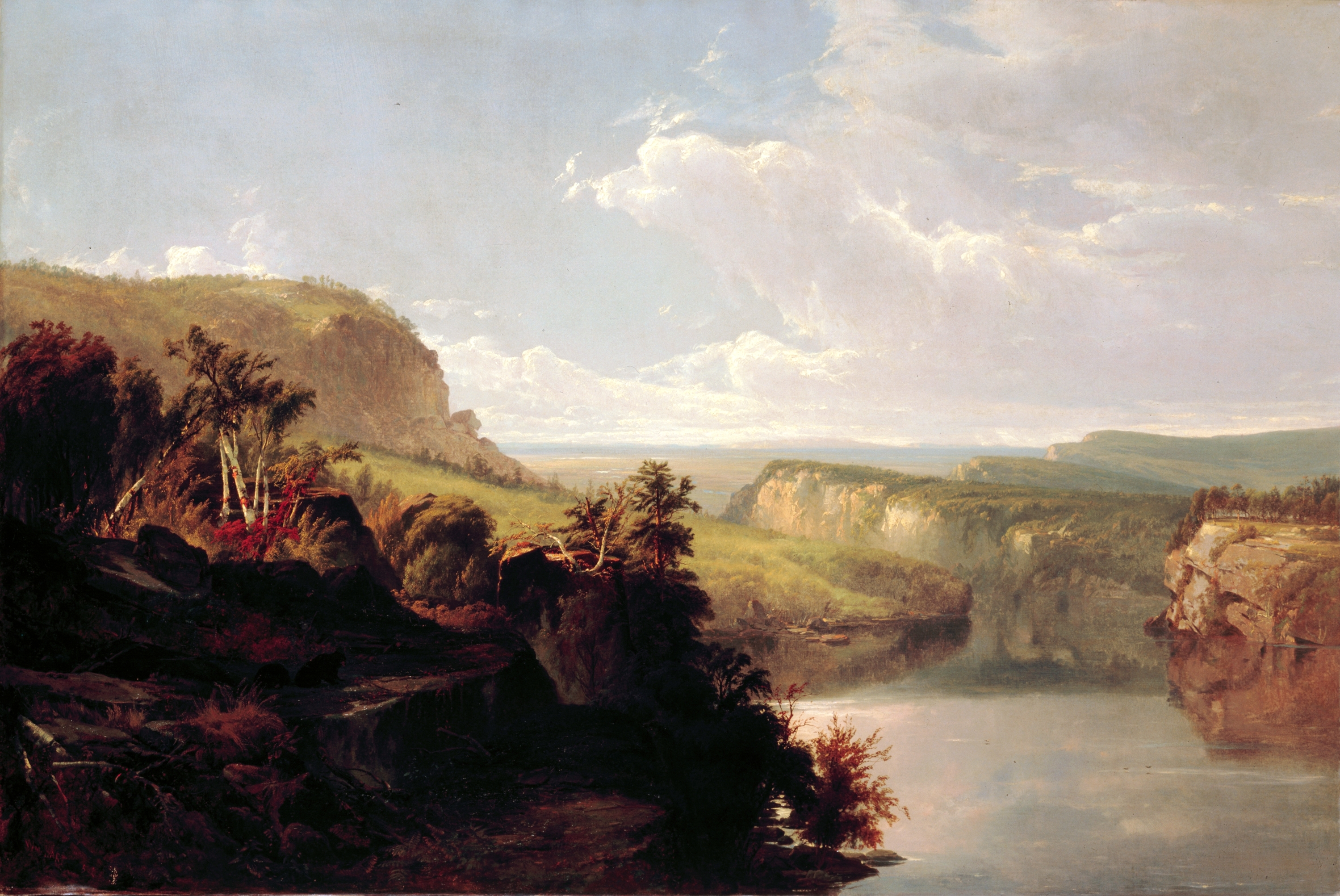
Lake Among the Hills
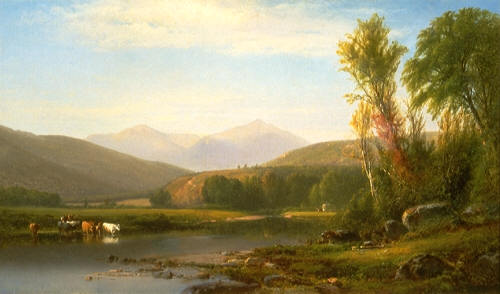
Mount Madison from the Androscoggin River
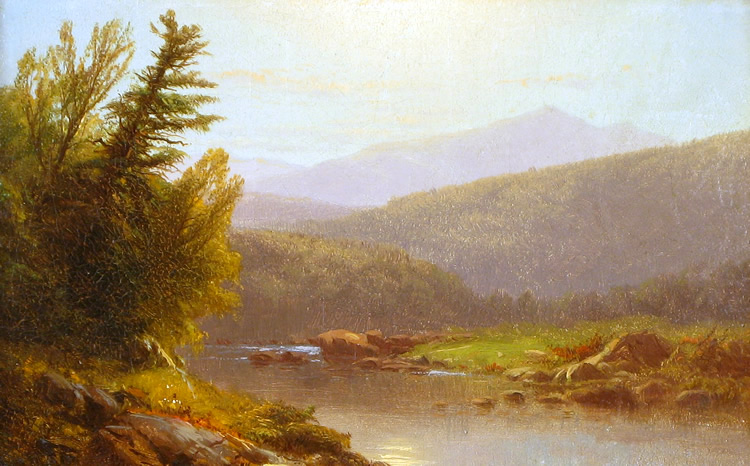
The Rivulet